# Брадке
Брадке (нем. von Bradke) — дворянский род.

## История
Родоначальник — бюргер из Любека Петер Брадке, живший в XVII в. Его сыновья: Михаэль Брадке, служил в шведской армии, комендант Любека; Генрих-Никлас Брадке (1690—1759), майор шведской службы, впоследствии генерал-лейтенант российской службы, возведены в дворянское достоинство Шведского Королевства 17.11.1718 с проименованием фон-Брадке (von Bradke), диплом на означенное достоинство выдан от имени Королевы Ульрики Элеоноры 23.03.1719, внесены в дворянский матрикул Шведского Королевства в число родов дворянских под № 1596 в 1720 г.
Внуки Петера начали военную службу в голштинских войсках, затем перешли в русскую армию. Христиан Брадке (1721—1760), генерал-квартирмейстер; Каспар Иоганн Брадке (? — 1761), полковник.
Его сын Фёдор Иванович (Фридрих Вильгельм) (1752—1819), военный и государственный деятель, тайный советник, сенатор (1816). Был женат на Шарлотте Христине (урожденная фон Хаак), имел сыновей: Егора Фёдоровича (Георга Фридриха) фон Брадке (1796—1862) и Михаэля Брадке (1797—1850).
После Октябрьской революции 1917 большинство представителей рода Брадке эмигрировало.

## Представители фамилии
- Брадке, Иван Иванович — Георгиевский кавалер; полковник; № 7781; 26 ноября 1847.
- Брадке, Павел Иванович — Георгиевский кавалер; подполковник; № 9421; 26 ноября 1854.